# Bic (기업)
Bic(프랑스어: Société Bic)은 프랑스의 다국적 기업이다. 1945년 창립자 마르셀 비히는 세계 최초로 볼펜 발명 특허를 보유한 비로 라슬로의 특허를 사들었고, 공장을 설립하여 세계 최초로 볼펜을 양산시킨것이 시작이다. 현재 이 회사의 볼펜은 지금도 전 세계적으로 가장 인기있는 볼펜 브랜드이며, 최근에는 라이터, 일회용 면도기 시장에 진출하여 각 경쟁사의 양대산맥으로 이루어져 경쟁하기로 유명하다.

## 개요

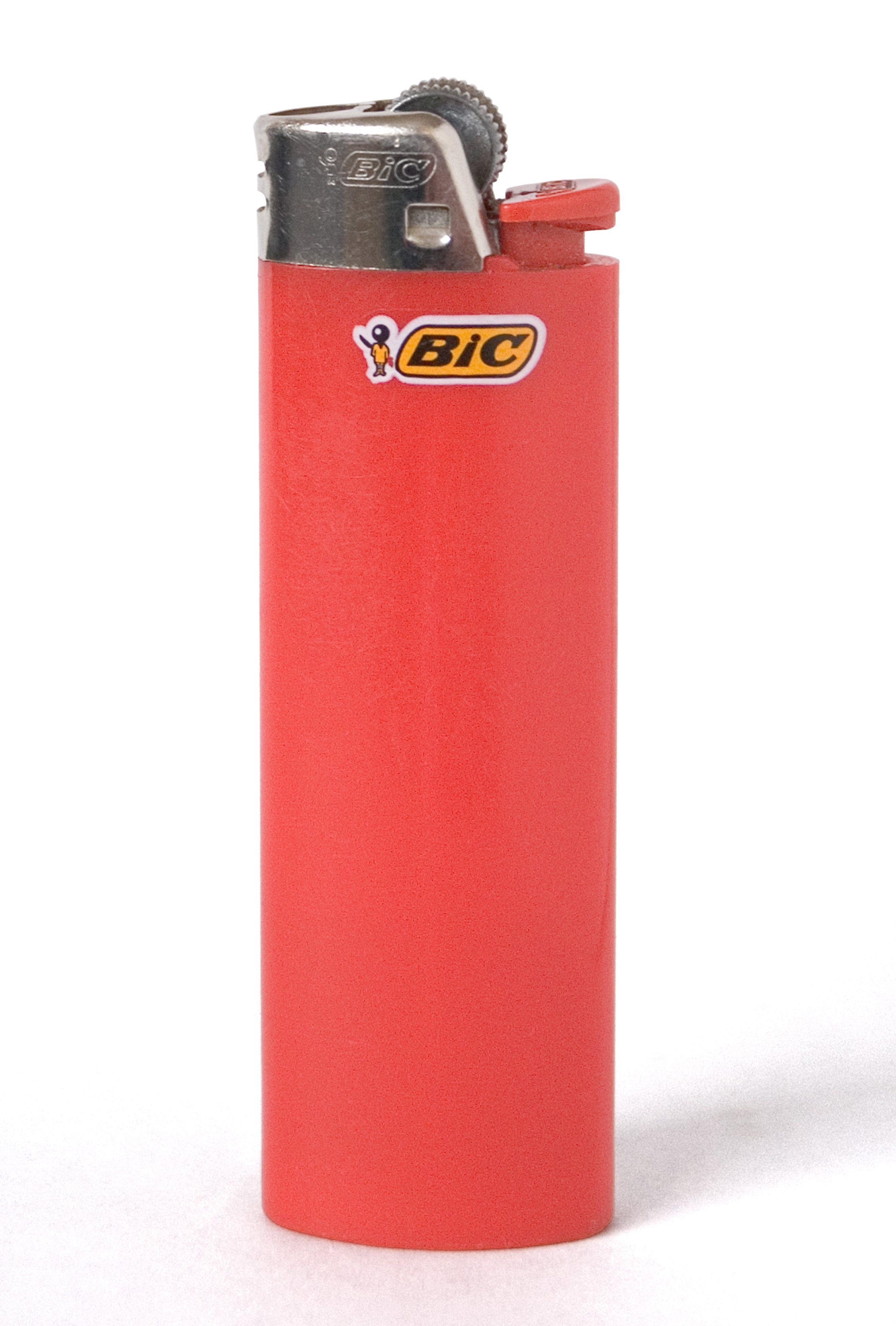
Bic 라이터

주로 이 회사의 특징은 웬만하면 고급형 제품을 출시하지 않는데, 그 이유는 '가장 저렴한 가격으로 최고의 품질을 제공한다.'이라는 기본 철학을 개념을 삼기 때문이다. 그러나 이 회사의 제품은 일회용품 형태이기 때문에 환경과 관련한 비판이 적지 않는다. 그래서 회장인 브루노 비히는 '기업 철학을 유지하는 방향으로 해법을 찾고 있다'라고 하며 환경을 관심을 가지기 시작하여 세월이 지나수록 각 제품의 포장은 최소화가 되었고 '크리스탈'(Cristal)이라는 볼펜의 무게는 초기 60년 전 모델에 비해 상당히 줄었들었다고 한다. 최근에는 프랑스의 라이터 제조사 '플라미네르'(FLAMINAIRE)와 미국의 수정액 제조사 '와이트아웃'(Wite-out)을 인수하여 여러 물품 시장에 진출을 추진하고 있다.